# Union panukrainienne « Patrie »
Pour les articles homonymes, voir Union panukrainienne.
L'Union panukrainienne « Patrie » (en ukrainien : Всеукраїнське об'єднання "Батьківщина" (Vséoukraïns'ké ob'yednannia « Bat'kivchtchyna »), parfois abrégé en VOB), est un parti politique ukrainien, dirigé par Ioulia Tymochenko. 
Fondé en 1999, il a des représentants à la Rada depuis les élections législatives de 2002. Il était la principale composante du Bloc Ioulia Tymochenko, disparu en 2012.

## Histoire
L'Union panukrainienne « Patrie » est fondée le 9 juillet 1999. Le parti gagne à sa cause de nouveaux soutiens au fur et à mesure que la popularité de Ioulia Tymochenko grandit.

Logo jusqu'en 2014.

Il ne se présente jamais en tant que tel aux élections, s'inscrivant systématiquement sur les listes d'union du Bloc Tymochenko. Toutefois, en 2011, la modification de la loi électorale, qui interdit désormais aux alliances de plusieurs partis de se présenter aux élections, entraîne l'abandon de cette stratégie. Alors que Ioulia Tymochenko est emprisonnée, le parti « Patrie » se présente sous ses propres couleurs aux élections législatives de 2012. Préalablement, il reçoit le soutien du parti politique Autodéfense populaire — autrefois membre du Bloc Notre Ukraine de l'ancien président Viktor Iouchtchenko —, qui fusionne avec « Patrie » en décembre 2011. Plusieurs autres organisations se joignent aux listes du parti en vue des législatives, parmi lesquelles le Front pour le changement d’Arseni Iatseniouk.
Lors des élections locales du 25 octobre 2015, l'Union panukrainienne « Patrie » se place en deuxième position sur l'ensemble de l'Ukraine en obtenant 8 016 conseillers et 369 chefs de conseils, doublant ainsi ses résultats en comparaison avec les élections législatives 2014,,.
Début 2016, le parti retire son soutien au gouvernement. Le 27 décembre 2016, après avoir expulsé Nadia Savtchenko du parti puis du groupe parlementaire, celle-ci fonde le Mouvement pour le peuple actif d'Ukraine.

## Idéologie
L'Union panukrainienne « Patrie » se définit comme pro-européenne et milite pour une adhésion à plus ou moins long terme de l'Ukraine à l'Union européenne. Elle est décrite par les analystes comme un parti populiste de centre droit, libéral sur les questions économiques et modérément conservateur sur les questions de société. En 2008, « Patrie » devient membre observateur du Parti populaire européen, qui rassemble les principaux partis de la droite européenne. Lors des élections législatives de 2014, le parti, avec la combattante volontaire du bataillon Aidar, Nadia Savtchenko comme tête de liste dépasse de peu le seuil de 5 % et ne remporte que 18 sièges de députés à la Rada.
Le 23 mai 2016, l'Union panukrainienne « Patrie » lance le site « Tarifs justes », qui explique la nécessité de fixer des prix de gaz adéquats pour la population,.

## Résultats électoraux

### Élections présidentielles
| Année | Candidat                                       | Premier tour                                   | Premier tour                                   | Premier tour                                   | Second tour                                    | Second tour                                    | Second tour                                    |
| Année | Candidat                                       | Voix                                           | %                                              | Rang                                           | Voix                                           | %                                              | Rang                                           |
| ----- | ---------------------------------------------- | ---------------------------------------------- | ---------------------------------------------- | ---------------------------------------------- | ---------------------------------------------- | ---------------------------------------------- | ---------------------------------------------- |
| 2004  | pas de candidat (soutient Viktor Iouchtchenko) | pas de candidat (soutient Viktor Iouchtchenko) | pas de candidat (soutient Viktor Iouchtchenko) | pas de candidat (soutient Viktor Iouchtchenko) | pas de candidat (soutient Viktor Iouchtchenko) | pas de candidat (soutient Viktor Iouchtchenko) | pas de candidat (soutient Viktor Iouchtchenko) |
| 2010  | Ioulia Tymochenko                              | 6 159 829                                      | 25,05                                          | 2e                                             | 11 593 340                                     | 45,47 %                                        | 2d                                             |
| 2014  | Ioulia Tymochenko                              | 2 310 085                                      | 12,81                                          | 2e                                             |                                                |                                                |                                                |
| 2019  | Ioulia Tymochenko                              | 2 532 452                                      | 13,40                                          | 3e                                             |                                                |                                                |                                                |

### Élections législatives
| Année | %     | Élus      | Rang | Gouvernement                                                        |
| ----- | ----- | --------- | ---- | ------------------------------------------------------------------- |
| 2002  | 7,26  | 19 / 450  | 4e   | Opposition (2002-2005), Tymochenko I (2005), opposition (2005-2006) |
| 2006  | 22,29 | 121 / 450 | 2e   | Opposition                                                          |
| 2007  | 30,71 | 148 / 450 | 2e   | Tymochenko II (2007-2010), opposition (2010-2012)                   |
| 2012  | 25,54 | 101 / 450 | 2e   | Opposition (2012-2014), Iatseniouk I (2014)                         |
| 2014  | 5,86  | 19 / 450  | 6e   | Iatseniouk II (2014-2016), opposition (2016-2019)                   |
| 2019  | 8,18  | 26 / 450  | 3e   | Opposition                                                          |

Élus de la IXe Rada : Alona Chkroum, juriste, élue de la VIIIe : Oleksandra Koujel.

### Élections locales
| Année | %     | Élus         | Rang |
| ----- | ----- | ------------ | ---- |
| 2020  | 10,53 | 4468 / 42501 | 2e   |